# 錫爾弗克里克鎮區 (明尼蘇達州賴特縣)
錫爾弗克里克鎮區（英語：Silver Creek Township）是位於美國明尼蘇達州賴特縣的一個行政鎮區，於1858年設立。

## 地方資料
錫爾弗克里克鎮區的面積為101.49平方千米，當中陸地面積為93.23平方千米，而水域面積為8.26平方千米。根據2020年美國人口普查的數據，當地共有人口2559人，而人口密度為每平方千米25.21人。